# Martin Matin
Martin Matin (también conocida en países de habla hispana como Martín Martín y Martin Morning en su versión en inglés) es una serie infantil de televisión animada francesa de 104 episodios creada por Denis Olivieri, Claude Prothée, Luc Vinciguerra, dirigida por Jacky Bretaudeau y producida por Millimages, Les Cartooneurs Associés y France 3, con la animación producida por Shanghai Jingri Animation Company.

## Sinopsis
Todas las mañanas, Martin despierta siendo un ser completamente diferente o con una profesión, muchas veces cambiando su entorno junto con sus cambios. Sus amigos, Gromo y Roxanne, lo acompañan en sus aventuras diarias y lo ayudan contra los peligros o enemigos que su transformación le traen.